# Marie Denizard
Pour les articles homonymes, voir Denizard.
Marie Denizard, née le 3 avril 1872 à Pontru (Aisne) et morte le 21 mai 1959 à Leyme (Lot), est une militante féministe française. Elle est la première Française à s'être déclarée candidate à une élection présidentielle, à l'occasion du scrutin du 17 janvier 1913.
Placée sous surveillance policière, elle est par la suite internée pendant 32 ans, jusqu'à sa mort en hôpital psychiatrique pour « délire chronique de revendications politico-sociales » et délire de persécution. 

## Biographie

### Avant 1913
Née le 3 avril 1872 à Pontru, Marie Eugénie Gabriel Denizard est la fille de Marie-Sophie-Julie Lesourd, couturière, et de Charles-Joseph Denizard, dentiste. La famille Denizard est originaire du pays du Vermandois, dans les environs de Saint-Quentin (Aisne). Marie est la sœur du dessinateur Orens Denizard.
Elle étudie au lycée de jeunes filles d'Amiens, l'actuel lycée Madeleine-Michelis. Au début des années 1910, après avoir habité quelque temps à Pontru, elle réside à Amiens, au 6 bis de la rue Saint-Martin, avec sa mère, qui exerce la profession de culottière, et deux sœurs cadettes, Hélène (née en 1885) et Madeleine (née en 1887).
Investie dans la cause féministe depuis les dernières années du XIXe siècle, Marie Denizard aurait collaboré avant 1910 à La Fronde de Marguerite Durand. Elle aurait également contribué au rapport du député Paul Dussaussoy en faveur du droit de vote des femmes.
Elle appartient aussi à une ligue de tempérance amiénoise nommée l’Étoile bleue.
Lors des élections législatives de 1910, elle annonce sa candidature dans la première circonscription d'Amiens. Outre la revendication de droits civiques pour les femmes, elle s'engage contre les ravages de l'alcoolisme dans la classe ouvrière et contre les abandons d'enfants. Elle est inéligible en tant que femme, et les bulletins à son nom ne sont pas comptés parmi les suffrages exprimés.
La même année, elle rédige un vœu en faveur de l'électorat et de l'éligibilité des femmes que Louis-Lucien Klotz, député et conseiller général radical du canton de Rosières-en-Santerre, accepte de soumettre au conseil général de la Somme, qui l'adopte à l'unanimité le 30 septembre. Elle commente et justifie ce texte dans un article publié par Le Chambard d'Amiens.
Peu de temps après, elle publie La Femme et la loi salique, premier fascicule d'une série d'études dédiée aux femmes de Picardie et consacrée aux droits des femmes avant 1789.
En mars 1911, considérant que les femmes, privées de tout droit politique, « n'ont pas à subir les lois ni payer les impôts qu'elles n'ont pas consentis », elle adresse une lettre au préfet de la Somme afin de demander d'être déchargée « de toute taxe et contribution à titre personnel ». En effet, selon elle, les Françaises ne doivent pas « être imposées à titre personnel, ni directement ni indirectement, un devoir devant toujours avoir pour corollaire immédiat l'exercice d'un droit ».
En avril 1912, elle rédige un article fondé sur des recherches personnelles et dans lequel elle avance l'hypothèse des origines picardes de Jean-Baptiste Lully. Le caractère fantaisiste de cette théorie est notamment démontré par Julien Tiersot dans Le Ménestrel.

### Candidature à la présidence de la République (1913)
Dans Le Journal du 26 décembre 1912, le journaliste Fernand Hauser écrit : « Les féministes ont prétendu parfois que le Congrès peut élire une femme ; c'est une erreur. Le texte constitutionnel dit expressément : « Le président de la République » au masculin ; il ne saurait donc y avoir de doute. Toutefois, l'assemblée, étant souveraine, aurait le droit de satisfaire aux vœux des femmes politiciennes ; mais qu'une de celles-ci pose sa candidature, pour voir… ».
Marie Denizard décide de relever le défi et l'annonce à Hauser, qui l'interviewe et publie sa photographie en une du Journal du 4 janvier suivant. Denizard y rappelle qu'il y a déjà eu des femmes cheffes d’État, en citant les exemples historiques des régentes du royaume de France, de la Grande Catherine et de la reine Victoria, ainsi que les exemples contemporains de la reine Wilhelmine des Pays-Bas et de la grande-duchesse de Luxembourg. Elle déclare à Hauser : « Ma candidature n'est pas si fantaisiste qu'on pourrait le croire. Elle signifie que la femme a le droit de prendre sa part du gouvernement, puisqu'elle paie sa part des impôts : pourquoi les veuves, les célibataires, les divorcées ne voteraient-elles pas ? Pourquoi ne seraient-elles pas éligibles ? Pourquoi les femmes mariées n'auraient-elles pas le droit de remplacer leur mari dans ses droits civiques, autorisées par lui, lorsqu'il est défaillant, malade ou absent ? ».
Cette candidature de témoignage n'est pas prise aux sérieux par la plupart des journalistes. Le moins bienveillant d'entre eux est l'éditorialiste Jean Ernest-Charles, qui considère que la « candidature puérile et ostentatoire de Mlle Denizard » n'est qu'une « compromettante pitrerie » et compare la jeune femme aux suffragettes britanniques, dont il attribue les « excentricités de malades » à une « hystérie » causée « par un trop long célibat ». De manière plus surprenante, cette réprobation se manifeste également dans le camp des féministes : Marguerite Durand juge que la candidature de Marie Denizard n'est qu'une « fâcheuse plaisanterie » préjudiciable à la crédibilité du mouvement féministe. Bien qu'elle ne lui accorde pas beaucoup d'attention, La Française de Jane Misme se montre plus compréhensive devant cette « simple manifestation de principe », qui « a atteint son but de propagande », et souligne que la candidate est « une féministe zélée et sérieuse ».
Marie Denizard fait même imprimer des bulletins de vote à son nom et rédige une profession de foi qu'elle adresse aux parlementaires.
En janvier 1913, Marie Denizard écrit un article pour Le Combat féministe d'Arria Ly.

### Après 1913
En 1914, Marie Denizard collabore au Cri des femmes, un hebdomadaire dont elle dirige l'édition de la Somme. Elle entre cependant bientôt en conflit avec le commanditaire du journal, le juge Bonjean, qui refuse de lui accorder une rétribution.
Elle semble alors vivre dans la précarité, car elle ne paye plus le loyer du logement qu'elle occupe dans la rue Lavalard, à Amiens. Le 6 mai 1914, elle est arrêtée après avoir proféré des propos menaçants à l'encontre de l'huissier envoyé par son propriétaire. Incarcérée pendant une quinzaine de jours, elle est inculpée d'outrages et de menaces de mort. Dans La Française, la journaliste Alice Berthet appelle à la solidarité envers l'ancienne candidate à la présidentielle. La Ligue de défense des femmes lui procure un avocat parisien, Me Lenoble. Finalement, le tribunal se montre indulgent et ne la condamne qu'à 25 francs d'amende, avec sursis, pour outrage.

### Enquête de la Sûreté générale
La même année, elle est évacuée à Bordeaux, puis placée sous surveillance de la Direction de la Sûreté générale soupçonnée de distribuer des « manifestes contre la guerre et contre le clergé » intitulés J'accuse, On nous ment et On nous trompe durant la Première Guerre mondiale. Le dossier de la Sûreté générale révèle que Marie Denizard est étroitement surveillée. L'enquête indique assez rapidement qu'elle n'est pas l'autrice des pamphlets, pourtant l'enquête sur ses agissements se poursuit. En effet, selon le dossier, Marie Denizard donne « l'impression d'une excentrique », elle est dépeinte comme une « demi-folle, une névrosée parlant à tort et à travers sans trop se rendre compte de ce qu'elle dit ». Elle se dirait « tantôt riche, tantôt très pauvre et parente de personnalité politiques dont elle ne cite jamais les noms ». Marie Denizard lutte depuis plusieurs années contre les inégalités entre les hommes et les femmes, elle est à bout de ressources et développe une animosité envers le gouvernement français et ses représentants. Le rapport du commissaire témoigne « des sentiments plutôt germanophiles qu'elle a manifestés en maintes circonstances ». En effet, un an plus tôt, Marie Denizard écrivait à Arria Ly que « les hommes en France sont tellement privilégiés que les femmes françaises auraient cent pour cent à gagner à être soumises au régime allemand ». Le Commissaire spécial écrit le 28 janvier 1915 que Marie Denizard « parait surtout se livrer à la mendicité en sollicitant des secours de différentes œuvres et personnes charitables ». Cette surveillance se poursuit après la guerre et son retour à Paris. 
Par la suite, Marie Denizard fait beaucoup moins parler d'elle. Elle peine à faire imprimer son livre Féminisme, Amour, Vertu dont aucun exemplaire n'a été retrouvé aujourd'hui. En novembre 1922, elle adresse au Sénat une pétition dans laquelle elle affirme être victime d'abus de pouvoir. Un rapport de police de janvier 1925 fait état de la colère qu'elle adresse à monsieur Clémenceau, monsieur Mandel ou encore monsieur Poincaré à ce propos. Elle a fait imprimer plusieurs lettres recommandées qu'elle a adressées à divers politiciens entre 1922 et 1923. Elle les accuse de détournements, de virements frauduleux et de vouloir la frapper de mort civile afin de consigner ses biens. Elle ne mentionne pas l'origine des informations de cette possible conspiration contre sa personne. Marie Denizard sollicite ces personnalités politiques à plusieurs reprises. Il est difficile de savoir aujourd'hui si les accusations émises par Marie Denizard sont sérieuses ou si elle cherche à justifier sa détresse financière. Il est possible que Marie Denizard soit épuisée après avoir consacré sa vie au féminisme, ne percevoir aucune évolution, se trouver sous le poids des injonctions et des difficultés qu'elle a pu rencontrer dans sa vie ou après avoir fait face au harcèlement médiatique. Toutefois, les accusations qu'elle tient à l'encontre des politiciens dérangent.

### Internement
En 1926, elle est hospitalisée d'office à la demande du commissaire de police du quartier de l'Odéon pour délires de persécution et revendications, le psychiatre Gaëtan Gatian de Clérambault concluant à une psychose complexe. Les candidatures aux différentes élections de la féministe sont notées dans son dossier et retenues contre elle, à tel point qu'il est mentionné un « délire de revendications politico-sociales ». Cependant, d'autres thèmes apparaissent dans le rapport psychiatrique de Marie Denizard, par exemple elle se dirait « agent de liaison entre l'arrivée anglaise et Galliéni, elle permi [sic] de gagner la Victoire de la Marne ; a été condamnée à mort par les allemands ». Les notes des différents psychiatres qu'elle rencontre durant son internement rendent compte de l'évolution des idées délirantes de Marie Denizard. De Clérambault constate une graphomanie, le besoin pathologique d'écrire mais également des « présentations euphorique et dominatrice. Logorrhée, combativité. Hypertonus général, ROC, ascendant [...] [sic] ». Il précise aussi qu'elle est incapable de se sustenter. Marie Denizard est alors retenue à l'Asile Clinique, l'hôpital Sainte-Anne durant un an. Il n'est pas rare que les patientes y soient transférées en l'attente d'une nouvelle place. Seules deux notes médicales sont consignées dans son dossier depuis cette clinique, l'une d'entre elle datant du 29 avril 1926 : « délire imaginatif et interprétatif, excitation psychique Revendication multiples, misère physiologique ». La seconde note est suivie d'une toute dernière annotation « A maintenir ».
Le 21 janvier 1927, Marie Denizard passe les portes de l'Asile Perray de Vaucluse. En 1928, elle est transférée à l'asile de Leyme pour un diagnostic répété années après années de délire de persécution et de « délire de revendications politico-sociales ». L'asile de Leyme se base sur la guérison par le travail. Marie Denizard est assignée à la couture, elle écrit à l'une de ses sœurs, le 1er mai 1930 dans une lettre consignée de son dossier médical « [...] et, sept heures de la journée, je reste assise sur la même chaise paillée à enfiler des aiguilles ».
Marie Denizard ne cesse de protester contre son internement d'office, se plaint « de tous et de tout », du froid, de la faim, de la cohabitation avec « les folles ». Sa famille ne l'abandonne pas et continue de lui écrire pendant toutes ces années d'internement en espérant la revoir à l'extérieur un jour.
Elle meurt le 21 mai 1959 à l'asile d'aliénés de Leyme (Lot), après y avoir été internée durant 32 ans.

## Postérité
Sa biographie réalisée par Prescillia Da Silva en 2023 dans le cadre d'un mémoire de master 2 à l'université Gustave-Eiffel sous la direction de l'historienne Mathilde Larrère permet la redécouverte de cette féministe, notamment au travers de plusieurs conférences réalisées depuis la soutenance de ce mémoire.
Prescillia Da Silva considère que l'internement prolongé de Marie Denizard a eu un fort impact dans sa disparition des récits historiques dans la mesure où la féministe n'écrit plus dans les journaux et où sa vie publique n'est plus existante depuis au moins 1926. Son internement ne semble pas être évoqué dans la presse nationale ou féministe et aucun hommage n'est rendu à cette ancienne candidate à la présidence en 1959. L'historienne note également que l'isolement de Marie Denizard des groupes féministes a peut-être contribué à effacer sa mémoire.
Pour aller plus loin, Prescillia Da Silva a été interrogée par la journaliste de France 3, Romane Idres dans son article « "Qu'on m'élise Présidente de la République, pour voir..." : l'audace de Marie Denizard, première femme candidate à l'élection présidentielle » en 2024.
Le 20 mai 2024, dans le cadre des Journées du matrimoine, la mairie de Pontru inaugure une plaque en mémoire de Marie Denizard.